# Синан Гулер
Синан Гулер (тур. Sinan Güler; Истанбул, 8. новембар 1983) је турски кошаркаш. Игра на позицији бека, а тренутно наступа за Дарушафаку.

## Успеси

### Клупски
- Анадолу Ефес:
  - Првенство Турске (1): 2008/09.
  - Куп Турске (1): 2009.
  - Суперкуп Турске (2): 2009, 2010.

- Галатасарај:
  - Еврокуп (1): 2015/16.

- Фенербахче:
  - Првенство Турске (1): 2017/18.
  - Куп Турске (1): 2019.
  - Суперкуп Турске (1): 2017.

### Репрезентативни
- Светско првенство:  2010.
- Медитеранске игре:  2009.